# OnePiece (klädmärke)
OnePiece är ett klädmärke från Norge. Märket grundades 2007 av de tre norrmännen Thomas Adams, Knut Gresvig och Henrik Børke Nørstrud. Företaget är känt för att ha populariserat den moderna mysoverallen, som också är märkets ursprungliga plagg och overaller av olika slag är fortfarande dess främsta produkter.

## Ursprung och historia
OnePiece skapades av tre norrmän i tjugoårsåldern – Thomas Adams, Henrik Norstrud and Knut Gresvig. Idén till märket kom 2007 när de tre funderade på och fantiserade om den ultimata dräkten för lata dagar som man kan ha exempelvis när man är hemma bakfull en söndag. Den ursprungliga OnePiece-overallen skapades genom att helt enkelt sy ihop en mjukishuvtröja med ett par mjukisbyxor och kombinera det hela med en lång dragkedja. Plagget blev nästa omedelbart en succé i Skandinavien, från början i Norge 2009 och kort därefter också i Sverige och i Storbritannien, trots att det unga företaget från början inte gjorde några egentliga reklaminsatser utan ryktet spreds via bloggar och sociala medier. Företaget har fortsatt att utveckla konceptet och också vidgat sitt produktutbud.

## Kändisar som har burit Onepiece
Märkets framgång har inte minst märkts genom, och stärkts av, att många kändisar har burit dess kläder.
- Mario Balotelli[3]
- Natasha Bedingfield[4]
- Justin Bieber[5][6]
- Sadie Frost[7]
- Ellie Goulding[8]
- Janet Jackson[9][10]
- One Direction[11]
- Hayden Panettiere[12]
- Travis Pastrana[13]
- Whitney Port[14]
- Jaden Smith[15]
- Ed Westwick[16]